# Grzegorz de Sanok
Grzegorz de Sanok (en latin Gregorius Sanocensis), né en 1406 et mort le 29 janvier 1477 à Rohatyn, est un prélat polonais, professeur à l’Académie de Cracovie, archevêque de Lwów, précurseur de la Renaissance en Pologne, musicien, poète, mécène des arts, critique de la philosophie scolastique .

## Biographie
Grzegorz est né au sein d'une famille noble qui s'occupait des affaires urbaines de la ville de Sanok. À l'âge de douze ans, il s'enfuit de chez ses parents. Après dix ans de pérégrinations, il arrive à Cracovie où il devient chantre et s'inscrit à l'Académie de Cracovie en 1428. Il y obtient le titre de bachelier, puis, en 1433, celui de professeur de poésie latine. Dans les années, 1433–1437, il est précepteur des enfants du voïvode de Cracovie Jan de Tarnów. 

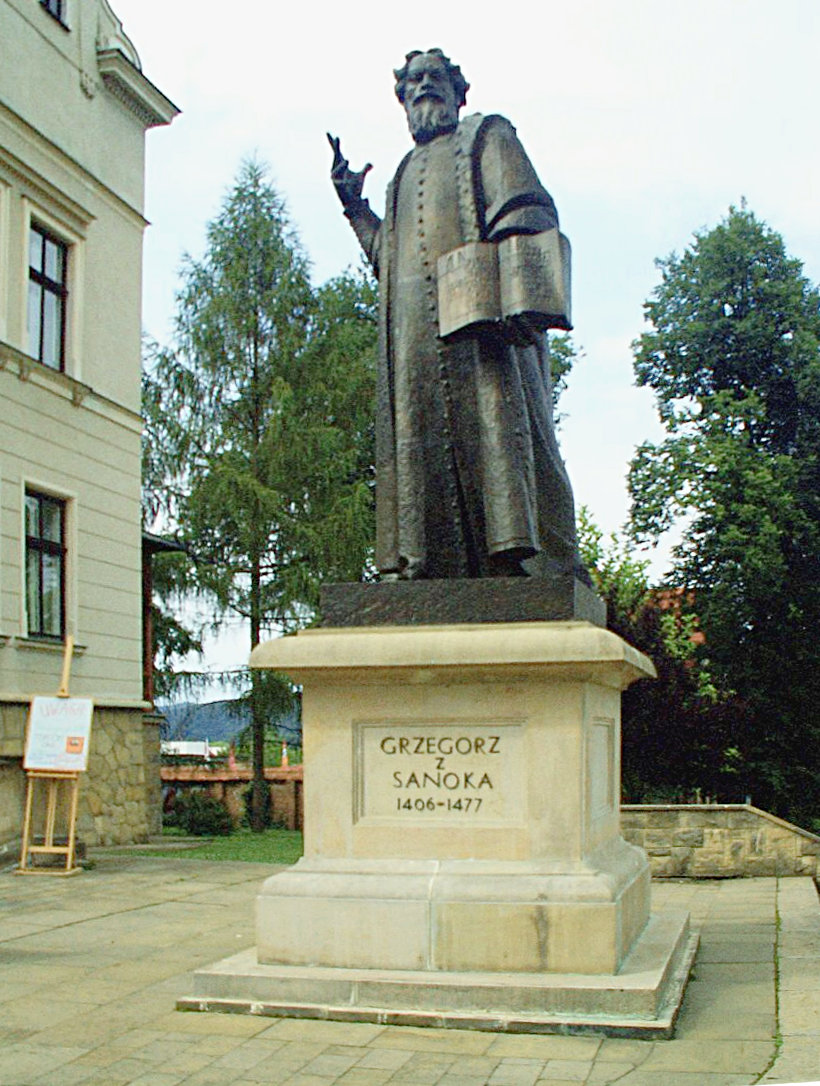
Monument de Grzegorz de Sanok par Marian Konieczny à Sanok

Ordonné prêtre, Grzegorz de Sanok part étudier en Italie où il travaille dans la chancellerie du pape Eugène IV comme musicien et copiste. À son retour à Cracovie en 1439, il devient professeur de l'Académie de Cracovie et il est nommé abbé de Wieliczka. Aumônier du roi Władysław Warneńczyk et notaire de la chancellerie royal, il participe aux expéditions hongroise (1440) et de Varna (1444). Après la défaite de Varna, il reste en Hongrie où il est éducateur des fils de Jean Hunyadi et réside un temps à la cour de l'évêque Jean Vitéz. À son retour en Pologne en 1451, il devient archevêque de Lwów où il se fait connaitre en tant que mécène de l'art, de la culture et des sciences. Sa résidence à Dunajów devient la première cour Renaissance en Pologne. C'est à Dunajów, auprès de Grzegorz de Sanok, que l'humaniste italien Filippo Buonaccorsi (Kallimach), obligé de fuir Rome en 1468, poursuivi pour complot contre la vie du pape Paul II, trouve refuge. Il sera l'auteur de la biographie de l'évêque.
Grzegorz de Sanok critiquait l'aristotélisme scolastique et cherchait à rendre la philosophie et la science indépendantes de la théologie et des autorités médiévales. Il prônait l'idéal de l'homme de la Renaissance et soulignait son rôle actif dans le monde. Il fut porte-parole des intérêts de la bourgeoisie et critique des privilèges de la noblesse. Il fut l'auteur de nombreux élégies, épitaphes, épigrammes et chansons.